# Жутогрли миш
Жутогрли миш (лат. Apodemus flavicollis) је врста ситног сисара из породице мишева (лат. Muridae). Назив дугује жуто обојеном крзну са доње стране врата (огрлици), које је више или мање изражено. Распрострањен је у већем делу Европе и југозападним и западним деловима Азије. Азијски жутогрли мишеви се понекад издвајају у засебну врсту, Apodemus arianus. Једна подврста жутоглог миша описана је са територије Србије – шумадијски жутогрли миш (Apodemus flavicollis brauneri). 1988. године у селу Добрава, Словенија, у његовим плућима је изолован Добрава-Београд вирус, изазивач мишје грознице.

## Угроженост
Жутогрли миш је у погледу угрожености наведен као последња брига, јер има широко распрострањење и честа је врста. Типична станишта жутогрлог миша су шуме и жбунаста вегетација.

## Распрострањење
Ареал жутогрлог миша обухвата већи број држава. Врста је присутна у Русији, Турској, Аустрији, Грузији, Ирану, Ирској, Француској, Јерменији, Либану, Сирији, Шведској, Норвешкој, Пољској, Немачкој, Шпанији, Италији, Србији, Грчкој, Мађарској, Румунији, Украјини, Белорусији, Финској, Данској, Уједињеном Краљевству, Босни и Херцеговини, Бугарској, Албанији, Холандији, Црној Гори, Македонији, Лихтенштајну, Литванији, Луксембургу, Летонији, Словачкој, Словенији, Чешкој, Естонији, Хрватској, Молдавији, и Јордану. Присуство у Ираку је непотврђено.